# ノスタルジア (GReeeeNの曲)
「ノスタルジア」は、GReeeeNの楽曲。ZEN MUSICから2019年4月17日に配信限定でリリースされた。

## タイアップ
- サントリー「サントリー天然水 GREEN TEA」キャンペーンソング

## 曲の詳細
1. ノスタルジア [4:01]
  - 作詞・作曲：GReeeeN